# Acantharachne giltayi
Acantharachne giltayi is een spinnensoort in de taxonomische indeling van de wielwebspinnen (Araneidae).
Het dier behoort tot het geslacht Acantharachne. De wetenschappelijke naam van de soort werd voor het eerst geldig gepubliceerd in 1938 door Roger de Lessert.